# Teratoscincus bedriagai
Teratoscincus bedriagai är en ödleart som beskrevs av  Alexander Nikolsky 1900. Teratoscincus bedriagai ingår i släktet Teratoscincus och familjen geckoödlor. Inga underarter finns listade i Catalogue of Life.